# Jürgen Thimme

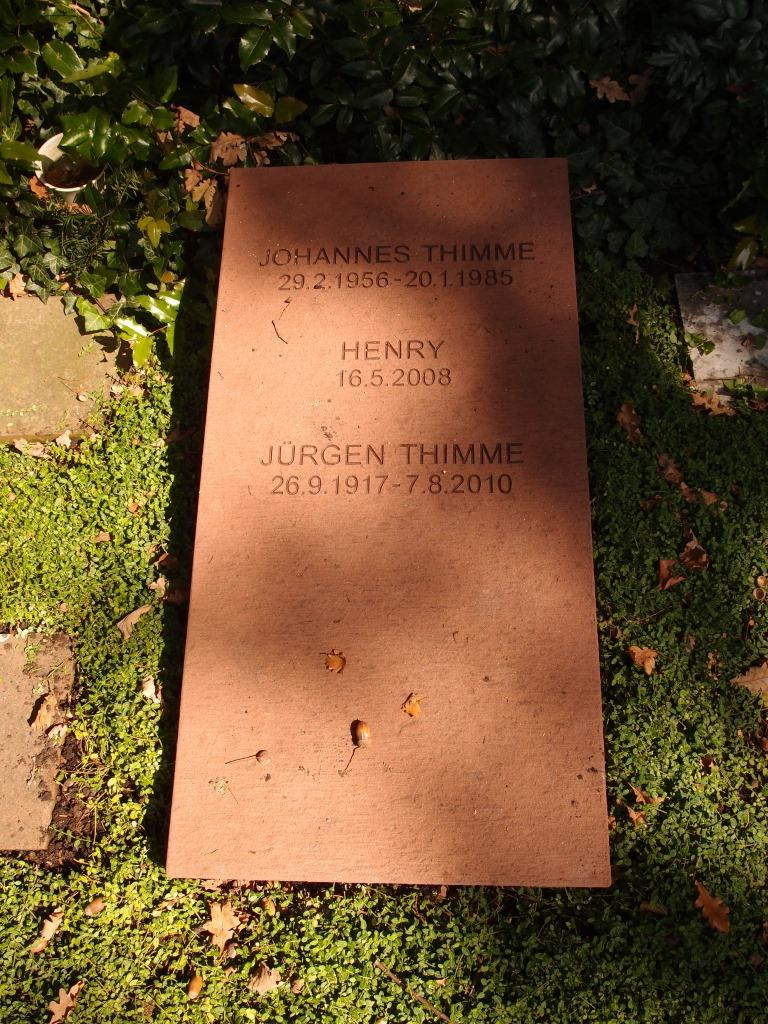
Grab von Jürgen Thimme

Jürgen Thimme (* 26. September 1917 in Berlin; † 7. August 2010) war ein deutscher Klassischer Archäologe und Marineoffizier. 

## Leben und Wirken
Jürgen Thimme, Sohn des Historikers Friedrich Thimme, diente nach dem Abitur und anschließendem Arbeitsdienst ab 1937 bei der Kriegsmarine. Am 3. April 1937 wurde er Offiziersanwärter, am 1. Mai 1938 Fähnrich zur See, am 1. Juli 1939 Oberfähnrich zur See, am 1. August 1939 Leutnant zur See und am 1. September 1941 Oberleutnant zur See. Thimme war vom 9. Dezember 1942 bis 19. Oktober 1943 der erste Kommandant des Unterseebootes U 276 und vom 13. Februar 1945 bis 8. Mai 1945 Kommandant von U 716. Von 1945 bis 1947 war er in Kriegsgefangenschaft.
Ab 1947 studierte Thimme in Göttingen Klassische Archäologie und Kunstgeschichte und wurde 1955 mit seiner Dissertation „Chiusinische Aschenkisten und Sarkophage der hellenistischen Zeit. Ein Beitrag zur Chronologie der etruskischen Kunst“ zum Dr. phil. promoviert. Danach war er als wissenschaftlicher Assistent am Deutschen Archäologischen Institut in Berlin, am Museum für Kunst und Gewerbe in Hamburg und am Archäologischen Institut der Universität Erlangen tätig.
Vom 1. März 1959 bis zur Pensionierung 1982 war Thimme Leiter der Antikenabteilung des Badischen Landesmuseums Karlsruhe; er war der erste Archäologe in dieser Position. Nachfolger wurde Michael Maaß. Er baute die Antikensammlung durch zahlreiche Neuankäufe deutlich aus; entsprechend den damaligen Gepflogenheiten vorwiegend durch den Kunsthandel und ohne Fragen zur Provenienz, so dass es sich weit überwiegend um Objekte aus Raubgrabungen handelte. 1974 konzipierte Thimme die Ausstellung „Picasso und die Antike“. Sein besonderes Interesse galt den Kulturen der Kykladen und Sardinieniens. Sein Katalog der im Juni 1976 eröffneten Ausstellung „Kunst der Kykladen“ mit 581 Objekten der Kykladenkultur und insbesondere der Kykladenidole gilt als Standardwerk. Thimme war Honorarprofessor für Klassische Archäologie an der Universität Heidelberg.
Thimme war mit der Germanistin und Autorin Ulrike Thimme (* 1923), geborene Schauer verheiratet. Ein gemeinsamer Sohn des Paares war der RAF-Terrorist Johannes Thimme. Seine jüngere Schwester war die Historikerin Annelise Thimme; sein älterer Bruder der deutsch-amerikanische Kunsthistoriker und Archäologe Diether Thimme. Thimme starb 2010 im Alter von 92 Jahren nach langer Krankheit; seine Urne wurde auf dem Karlsruher Hauptfriedhof bestattet.

## Schriften (Auswahl)
- Frühe Plastik aus Sardinien, Wiesbaden, Insel-Verlag 1956
- Antike Terrakotten. Eine Auswahl aus den Beständen des Badischen Landesmuseums (Bildhefte des Badischen Landesmuseums Karlsruhe 5), Karlsruhe, C. F. Müller 1960
- Frühe Randkulturen des Mittelmeerraumes: Kykladen, Zypern, Malta, Altsyrien (Kunst der Welt, Band 28), Baden-Baden, Holle 1968
- Griechische Vasen. Eine Auswahl aus den Beständen des Badischen Landesmuseums (Bildhefte des Badischen Landesmuseums Karlsruhe 1a) Karlsruhe, Badisches Landesmuseum 1969, 4. Auflage 1975
- Phönizische Elfenbeine. Möbelverzierungen des 9. Jahrhunderts v. Chr. Eine Auswahl aus den Beständen des Badischen Landesmuseums (Bildhefte des Badischen Landesmuseums Karlsruhe) Karlsruhe, Badisches Landesmuseum 1973
- Kunst und Kultur der Kykladeninseln im 3. Jahrtausend v. Chr. Ausstellung im Karlsruher Schloss vom 25. Juni – 10. Oktober 1976, Karlsruhe, Badisches Landesmuseum 1976, ISBN 3788095687
- Altsardische Kunst. Kunst und Kultur Sardiniens vom Neolithikum bis zum Ende der Nuraghenzeit (Bildhefte des Badischen Landesmuseums Karlsruhe) Karlsruhe, C. F. Müller 1980
- Kunst der Sarden bis zum Ende der Nuraghenzeit. Sammlung Elie Borowski mit Aufnahmen von Albert Hirmer und Irmgard Ernstmeier-Hirmer. Prähistorische Staatssammlung München. München, Hirmer-Verlag 1983, ISBN 3-7774-3640-2; ISBN 3-7774-3630-5
- Antike Meisterwerke im Karlsruher Schloss. Eine Auswahl der schönsten Antiken im Badischen Landesmuseum, Karlsruhe 1986, ISBN 3-7880-9733-7